# Saint-Félix (Alta Saboia)
Saint-Félix é uma comuna francesa na região administrativa de Auvérnia-Ródano-Alpes, no departamento da Alta Saboia. Estende-se por uma área de 6.6 km². Em 2010 a comuna tinha 2 468 habitantes (densidade: 373,9 hab./km²).